# Dominik de la Calzada
Domingo García, znany jako Dominik de la Calzada (ur. 1019 w Viloria de Rioja, zm. 12 maja 1109 w Kastylii) – święty Kościoła katolickiego, patron pielgrzymujących do Santiago de Compostela.
W młodości bezskutecznie próbował wstąpić do Zakonu Benedyktynów i ostatecznie został pustelnikiem. Po pewnym czasie postanowił zająć się naprawą dróg na szlak pielgrzymkowy do katedry w Santiago de Compostela (Droga św. Jakuba). Zbudował między innymi most nad rzeką Oja. Wzniósł również budynek, który służył jako kościół, dom noclegowy oraz szpital (obecnie parador).
Pochowany w Santo Domingo de la Calzada – mieście, które zostało nazwane na jego cześć.